# 설다영
설다영(1996년 4월 1일 ~)는 컴파운드를 주종목으로 하고 있는 대한민국의 양궁 선수이다.